# 谷古宇甚三郎
谷古宇 甚三郎（やこう じんざぶろう、1927年〈昭和2年〉4月25日 - 2005年〈平成17年〉12月1日）は、日本の政治家、実業家。埼玉県議会議員、草加市議会議員。谷古宇産業代表取締役。20社以上の関連企業を率いた谷古宇グループのオーナー。田中角栄元首相の側近。

## 経歴
埼玉県出身。谷古宇勘蔵、み津の長男。1944年に聖橋工業高校を卒業。1951年に谷古宇工務店を創立して以降1954年に谷古宇建設工業、1963年に谷古宇産業を設立。
その後不動産賃貸業、造園業、土木建築業、ホテル業、航空産業と次々に事業を拡大し、田中角栄元首相のファミリー企業「関新観光開発」の代表取締役も兼任した。
1959年に草加市議会議員となり、1962年に自民党に入党する。1963年に埼玉県議会議員に当選する。
1969年、第32回衆議院議員総選挙に埼玉県第1区から自民党公認で立候補したが、落選した。選挙後、選挙違反で逮捕された。2005年、死去した。

## 人物

### 人柄
趣味は造園、ゴルフ、狩猟。宗教は真言宗。住所は埼玉県草加市瀬崎。

### 谷古宇グループ

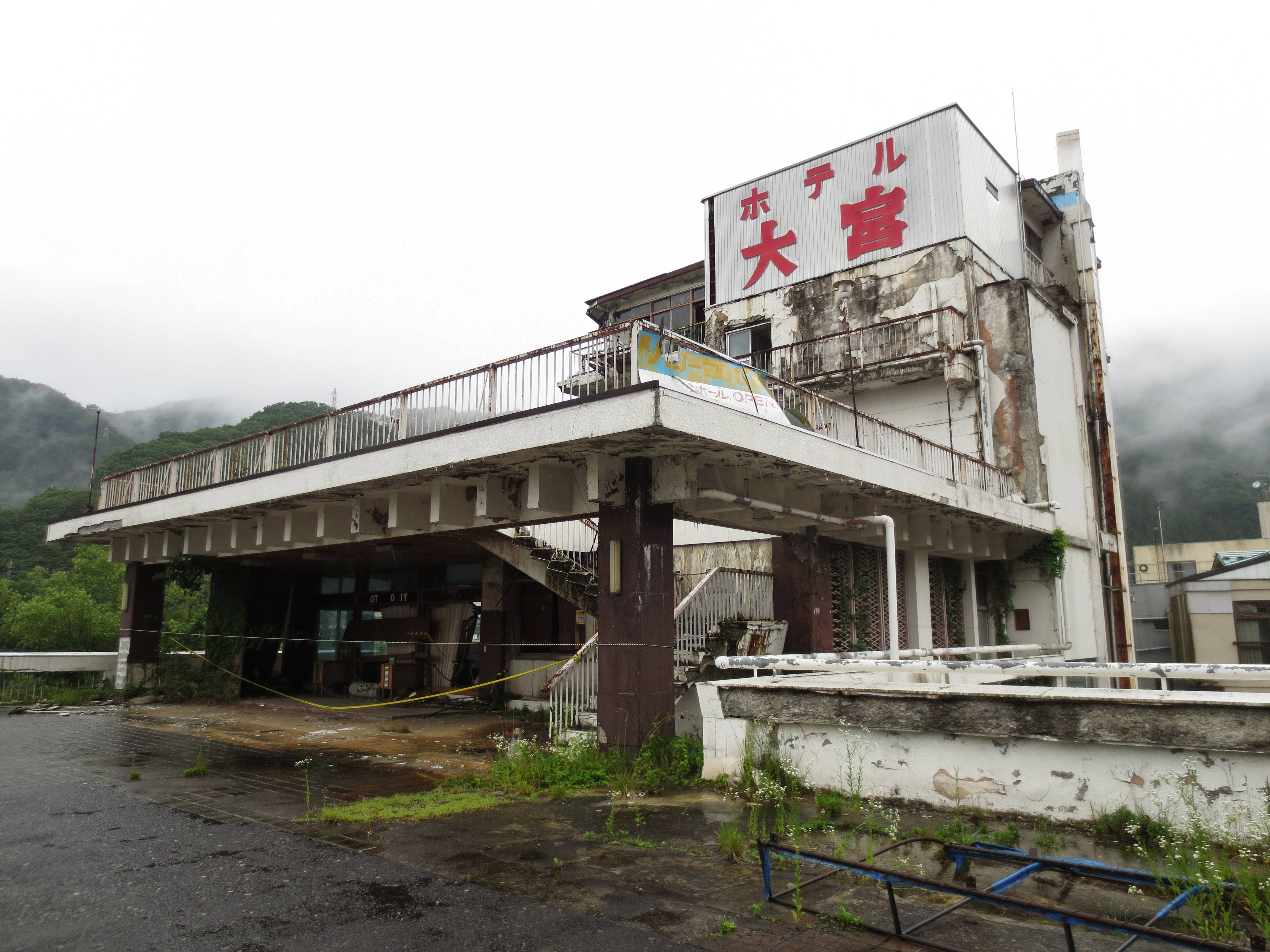
ホテル大宮跡

1964年、群馬県の水上温泉に「ホテル大宮」をオープン。
1989年、ホテル大宮でエレベーター事故が発生した。
1990年に起きた「300億円融資問題」がグループ崩壊のダメ押しとなった。
1991年、造園会社「埼玉緑化」が約250億円の負債を抱えて倒産した。
1994年、北海道登別温泉「ホテルロイヤルヤコウ」が倒産した。

## 家族
谷古宇家
- 父・勘蔵[1]
- 母・み津（1908年 - ?、豊田将太郎の姉）[1]
- 妹[1]
- 妻・茂代子（1925年 - ?、浅古衍の妹）[1]
- 長男・勘司[1]（草加市議会議員、埼玉県議会議員、1950年 - ）[3] - 2012年12月、衆議院議員選挙に埼玉3区から日本維新の会公認で立候補したが、落選した。2017年10月、衆議院議員選挙に埼玉3区から日本維新の会公認で立候補したが、落選した。2024年10月、衆議院議員選挙に栃木5区から日本維新の会公認で立候補したが[8]、落選した。
- 長女[1]
- 二女[1]
- 認知した子供[4] - 1974年、参議院法務委員会で、参議院議員の矢田部理は「1971年に設立をされた埼栄開発株式会社の代表取締役・島田和子の戸籍謄本などをとって調べてみると、その戸籍の中に谷古宇甚三郎という人物が登場をする。谷古宇が2人の子供を認知をしていたからである。」と述べている[4]。